# IEEE Spectrum
IEEE Spectrum — щомісячний журнал, який видається Інститутом інженерів з електротехніки та електроніки (англ. Institute of Electrical and Electronics Engineers — IEEE).
Офіційний опис журналу:
|  | «IEEE Spectrum» - головний журнал і вебсайт IEEE, найбільшої в світі професійної організації в галузі інженерії та прикладних наук. Наше статутне завдання полягає в тому, щоб надати інформацію більше ніж 400 000 членам про основні тенденції та розробки в галузі технології, техніки та науки. Наші блоги, подкасти, новини та історії, відео та інтерактивні інфографіки привертають увагу наших читачів чіткими поясненнями нових концепцій та розробок з деталізацією, якої вони не можуть отримати деінде. |

Журнал «IEEE Spectrum» читає понад 385 000 інженерів по усьому світу, що робить його одним з провідних наукових і технічних журналів у світі. Матеріали з авторитетного журналу часто цитують інші видання.
Журнал «IEEE Spectrum» має офіційну вебсторінку spectrum.ieee.org [Архівовано 26 січня 2021 у Wayback Machine.], на якій публікуються як матеріали з паперового видання журналу, так і ексклюзивні матеріали.
Перший номер «IEEE Spectrum» вийшов у 1964 році, а сам журнал став наступником журналу «Electrical Engineering». У ньому друкуються рецензовані статті, що стосуються технологій і наукових тенденцій, що мають вплив на бізнес і суспільство, та охоплюють інформацію, що стосується електротехніки та електроніки, механіки та цивільного будівництва, інформатики, біології, фізики та математики. Додаткова інформація черпається з матеріалів декількох сотень щорічних міжнародних конференцій. Як і в популярних журналах, статті «IEEE Spectrum» намагаються зробити доступними для неспеціалістів, хоча й передбачається наявність у читачів інженерної освіти.
У 2010 році «IEEE Spectrum» отримав нагороду Utne Independent Press Award for Science/Technology Coverage від журналу Utne Reader.